# Kopff (cràter)

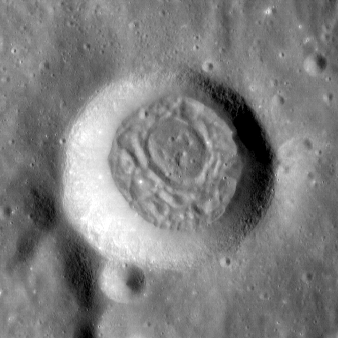
Cràter satèl·lit Kopff C (imatge LRO)

Kopff és un cràter d'impacte lunar que es troba en la vora oriental de l'interior de la conca d'impacte de la Mare Orientale, en el terminador occidental de la Lluna. En aquesta posició el cràter es veu des de la Terra, encara que la seva visibilitat es veu afectada per la libració. Aquesta situació fa que sigui difícil destriar els detalls del cràter tret que s'observi des de naus en òrbita.
Inicialment es va considerar que el cràter es va formar a causa de l'activitat volcànica, en contrast amb la majoria dels cràters lunars que es considera que s'han creat a través d'impactes. No obstant això, és més probable que el cràter es formés per un impacte contra una superfície que encara estava parcialment fosa. Això ha deixat el cràter amb una vora circular afilada i un fons pla de color fosc. De fet, l'albedo del sòl interior coincideix amb el de la mar lunar situat a l'oest. La part sud-est de la plataforma interior es fractura amb una sèrie d'esquerdes estretes. El sòl en els bords nord-oest i nord-est és més accidentat, i aquestes seccions han escapat de la lava que cobria la resta del fons del cràter.

## Cràters satèl·lit
Per convenció aquests elements són identificats en els mapes lunars posant la lletra en el costat del punt central del cràter que està més proper a Kopff.
|       | \| Kopff \| Coordenades \| Diàmetre \| \| ----- \| ------------------------------------- \| -------- \| \| B \| 16° 54′ S, 86° 21′ O / 16.9°S,86.35°O \| 8 km \| \| C \| 18° 18′ S, 86° 13′ O / 18.3°S,86.22°O \| 14 km \| \| D \| 19° 54′ S, 89° 54′ O / 19.9°S,89.9°O \| 13 km \| \| E \| 16° 00′ S, 89° 55′ O / 16.0°S,89.91°O \| 12 km \| |          |
| Kopff | Coordenades | Diàmetre |
| B     | 16° 54′ S, 86° 21′ O / 16.9°S,86.35°O | 8 km     |
| C     | 18° 18′ S, 86° 13′ O / 18.3°S,86.22°O | 14 km    |
| D     | 19° 54′ S, 89° 54′ O / 19.9°S,89.9°O | 13 km    |
| E     | 16° 00′ S, 89° 55′ O / 16.0°S,89.91°O | 12 km    |

- Kopff A— Vegeu Lallemand.

### Altres referències
- (WGPSN), IAU Working Group for Planetary System Nomenclature. «Gazetteer of Planetary Nomenclature. 1:1 Million-Scale Maps of the Moon» (en anglès).  UAI / USGS, 13-02-2013. [Consulta: 6 abril 2016].
- Andersson, L. E.; Whitaker, E. A.,. NASA Catalogue of Lunar Nomenclature (en anglès).  NASA RP-1097, 1982.
- Blue, Jennifer. «Gazetteer of Planetary Nomenclature» (en anglès).  USGS, 25-07-2007. [Consulta: 2 gener 2012].
- Bussey, B.; Spudis, P.. The Clementine Atlas of the Moon (en anglès).  Nueva York: Cambridge University Press, 2004. ISBN 0-521-81528-2.
- Cocks, Elijah E.; Cocks, Josiah C.. Who's Who on the Moon: A Biographical Dictionary of Lunar Nomenclature (en anglès).  Tudor Publishers, 1995. ISBN 0-936389-27-3.
- McDowell, Jonathan. «Lunar Nomenclature» (en anglès).   Jonathan's Space Report, 15-07-2007. [Consulta: 2 gener 2012].
- Menzel, D. H.; Minnaert, M.; Levin, B.; Dollfus, A.; Bell, B. «Report on Lunar Nomenclature by The Working Group of Commission 17 of the IAU» (en anglès). Space Science Reviews, 12, 1971, pàg. 136.
- Moore, Patrick. On the Moon (en anglès).  Sterling Publishing Co, 2001. ISBN 0-304-35469-4.
- Price, Fred W. The Moon Observer's Handbook (en anglès).  Cambridge University Press, 1988. ISBN 0521335000.
- Rükl, Antonín. Atlas of the Moon (en anglès).  Kalmbach Books, 1990. ISBN 0-913135-17-8.
- Webb, Rev. T. W.. Celestial Objects for Common Telescopes, 6ª edición revisada (en anglès).  Dover, 1962. ISBN 0-486-20917-2.
- Whitaker, Ewen A. Mapping and Naming the Moon (en anglès).  Cambridge University Press, 2003. 978-0-521-54414-6.
- Wlasuk, Peter T. Observing the Moon (en anglès).  Springer, 2000. ISBN 1-85233-193-3.